# Maniltoa rosea
Maniltoa rosea là một loài thực vật có hoa trong họ Đậu. Loài này được (K.Schum.) Meeuwen miêu tả khoa học đầu tiên.